# Курбанов, Ризван Даниялович
Ризва́н Дания́лович Курба́нов (род. 3 января 1961, Буйнакск, Дагестанская АССР, СССР) — дагестанский политик. Депутат Госдумы Российской Федерации VI созыва, был избран от партии «Единая Россия», VII созыва — от партии «КПРФ», VIII созыва - от партии «Единая Россия». Доктор юридических наук.
Из-за вторжения России на Украину, находится под международными санкциями 27 стран Евросоюза, США, Великобритании и ряда других государств.

## Биография
Родился 3 января 1961 года в городе Буйнакске Дагестанской АССР. По национальности — лакец. Родовое село Марки. 
С 1978 по 1979 год учился в Каспийской средней школе-интернате. После её окончания работал там же старшим пионервожатым.
В период с 1979 по 1981 год проходил срочную военную службу в Воздушно-десантных войсках СССР в г. Кировабаде Азербайджанской ССР. 
С 1981 по 1986 год учился на юридическом факультете Дагестанского государственного университета.
В период с 1986 по 2003 год работал стажером следователя прокуратуры Дагестана, следователем прокуратуры, помощником прокурора, прокурором отдела Прокуратуры ДАССР, заместителем Среднекаспийского межрайонного водного прокурора ДАССР, заместителем прокурора Республики Дагестан — Махачкалинским межрайонным природоохранным прокурором.
Имеет классный чин советника юстиции 1-го класса.
В 2002 году защитил кандидатскую диссертацию «Прокурорский надзор за исполнением законов в досудебном производстве по уголовным делам о незаконной добыче водных животных и растений: по материалам деятельности органов прокуратуры Республики Дагестан», и решением диссертационного совета государственного научного учреждения Научно-исследовательский институт проблем укрепления законности и правопорядка при Генеральной прокуратуре Российской Федерации ему присуждена ученая степень кандидата юридических наук.
С 2004 по 2006 год работал в должности заместителя руководителя Главного управления Министерства юстиции Российской Федерации по Центральному федеральному округу.
В начале 2010 года первый вице-премьер правительства республики Дагестан Ризван Курбанов первым начал опасную борьбу с «крышевавшими» подпольные казино местными прокурорами, однако доказать их вину не удалось, несмотря на то, что он обращался к высокопоставленному прокурору Аникину, в дальнейшем неконтролируемая ситуация переросла в игорное дело подмосковных прокуроров и привела, помимо трагических событий, к отставке Аникина.
Проживает в Москве, женат, воспитывает сына и дочь.

## Образование
В 1986 году окончил юридический факультет Дагестанского государственного университета (специальность «Правоведение»).
В 2004 году окончил Российскую академию государственной службы при Президенте Российской Федерации.
В 2006 году поступил на очное отделение докторантуры Российской академии государственной службы при Президенте РФ на кафедру «Национальная безопасность». В 2010 году защитил докторскую диссертацию на тему «Совершенствование организационно-правовых основ государственной гражданской службы Российской Федерации».

## Политическая деятельность
- С 3 марта 2010 по декабрь 2011 года — Первый заместитель Председателя Правительства Республики Дагестан.
- C ноября 2010 года — Руководитель Комиссии по оказанию содействия в адаптации к мирной жизни лицам, решившим прекратить террористическую и экстремистскую деятельность на территории Дагестана.
- С 21 декабря 2011 года по 5 октября 2016 года — депутат Госдумы РФ VI созыва от партии «Единая Россия». Заместитель председателя комитета Госдумы по конституционному законодательству и государственному строительству[7].
- С 30 июня 2017 года — получил вакантный мандат депутата Госдумы РФ VII созыва от КПРФ (№ 2 в списке региональной группы № 9 «Республика Крым, Калининградская область, город Севастополь»)[1]. Первый заместитель председателя Комитета ГД по контролю и регламенту (c 27 октября 2017)[8].
- С 29 сентября 2021 г. вновь получил вакантный мандат по списку партии «Единая Россия» (№7 в списке региональной группы № 13 «Башкирия»). Заместитель председателя комитета Госдумы по безопасности и противодействию коррупции[2].

Координатор депутатской группы Государственной Думы по связям с Консультативным Советом Королевства Саудовская Аравия.

## Законотворческая деятельность
С 2011 по 2019 год, в течение исполнения полномочий депутата Государственной Думы VI и VII созывов, выступил соавтором 81 законодательной инициативы и поправки к проектам федеральных законов.

## Санкции
25 февраля 2022 года, на фоне вторжения России на Украину, включён в санкционный список Евросоюза.
11 марта 2022 года внесён в санкционный список Великобритании.
30 сентября 2022 года был внесён в санкционные списки США.
Также находится в санкционных списках Швейцарии, Австралии, Японии, Украины и Новой Зеландии.

## Награды и премии
- Именное огнестрельное оружие (1999)[2]
- Орден Мужества (2001)[16]
- Заслуженный юрист Республики Дагестан (2001)[2]
- Медаль «В память 200-летия Минюста России» (2005)[источник не указан 288 дней].
- Благодарность Правительства Российской Федерации (2013)[17]